# Dorcadion elazigi
Dorcadion elazigi är en skalbaggsart som beskrevs av Fuchs och Stefan von Breuning 1971. Dorcadion elazigi ingår i släktet Dorcadion och familjen långhorningar. Inga underarter finns listade i Catalogue of Life.